# Alyssa Milano
Alyssa Jayne Milano (New York, 1972. december 19. –) amerikai színésznő és énekesnő, a '80-as évekre Amerika ünnepelt gyereksztárjává lett.
Leginkább az ABC televíziós társaság Who’s the Boss? (Ki a főnök?) című sorozatának Samantha Micellijeként ismerte meg az Egyesült Államok. Emlékezetes szerepet játszott a Bűbájos boszorkák elnevezésű sorozatban Phoebe Halliwellként, de a Melrose Place című sorozatban is mint Jennifer Mancini. 2013–2014-ben a Mistresses című amerikai sorozat főszereplője volt, melyben Savannah Davis karakterét alakította.
Az MLB (amerikai első osztály profi baseball bajnoksága) számára is csapatmezként használatos TOUCH elnevezésű márkanevét népszerűsíti. Tagja az UNICEF szövetségnek is.

## Fiatalkora és családja
Alyssa New Yorkban született olasz-amerikai szülők gyermekeként. Édesanyja, Lin, divattervező, míg édesapja, Thomas M. Milano a filmes zeneszerző aki jól ismert hajókázó szenvedélyéről is. Alyssa öccse, Cory (szül. 1982) szintén színészkedik, és alapított egy zenekart, a Chloroform Days-t, amelyben Cory az énekes. Alyssa Brooklynban született és katolikus nevelésben cseperedett fel Staten Islanden.

## Pályafutása
A színészi karrierjét nyolcévesen kezdte, amikor nemzetközi turnéra indult az Annie című darabbal. Televíziós reklámokban kapott szerepeket és egyéb Broadway produkciókban. 11 éves korában megkapta élete első főszerepét a "Ki a főnök ?" című TV show-ban, olyan színészek mellett mint Tony Danza, Judith Light, Danny Pintauro és Katherine Helmond. Samantha Micelli-ként kezdte, Danza karakterének lányaként. Mikor Milano megkapta a szerepet, a családja Staten Islandről Hollywoodba költözött.
1985-ben a Kommandó című filmben a főhős John Matrix (Arnold Schwarzenegger) lányát alakította. Néhány évvel később a film japán bemutatója után egy öt albumos szerződést ajánlottak neki. 1988-ban egy tinibandát alapított Teen Steam néven.

## Magánélete
David Bugliari még 2009 januárjában kérte meg Alyssa kezét. Az esküvőt 2009. augusztus 15-én tartották. Az esküvő és az azt követő lakodalom Alyssa szüleinek birtokán, New Jerseyben volt.
Alyssa és David 2011. február 22-én bejelentették, hogy első gyermeküket várják. Másnap Alyssa megjelent egy rendezvényen hatalmas hassal, meglepve ezzel mindenkit csupán 2 hónapos terhesen. Márciusban már azt is lehetett tudni, hogy kisfiuk lesz és a kicsit ősz elejére várják.
A kisfiú augusztus 31-én született meg és a Milo Thomas Buglari nevet kapta. 2014 márciusában Alyssa bejelentette, hogy második gyermekével várandós. A kislány 2014. szeptember 4-én született és az Elizabella Dylan Buglari nevet viseli.

## Filmográfia

### Film
| Év   | Magyar cím                               | Eredeti cím                              | Szerep                 | Magyar hang        |
| ---- | ---------------------------------------- | ---------------------------------------- | ---------------------- | ------------------ |
| 1984 |                                          | Old Enough                               | Diane                  |                    |
| 1985 | Kommandó                                 | Commando                                 | Jenny Matrix           | Somlai Edina       |
| 1985 | Kommandó                                 | Commando                                 | Jenny Matrix           | Váradi Petra       |
| 1989 | Ágyúgolyó futam 3. – Sebességzóna        | Speed Zone (Cannonball Fever)            | Lurleen                | Farkasinszky Edit  |
| 1989 | Ágyúgolyó futam 3. – Sebességzóna        | Speed Zone (Cannonball Fever)            | Lurleen                | Somlai Edina       |
| 1992 | Bárhol ér a reggel                       | Where the Day Takes You                  | Kimmy                  |                    |
| 1992 | Pubi hugi                                | Little Sister                            | Diana                  | Szénási Kata       |
| 1993 | Csapdában                                | Conflict of Interest                     | Eve                    |                    |
| 1994 | Double Dragon – A medál hatalma          | Double Dragon                            | Marian Delario         | Biró Anikó         |
| 1995 |                                          | Embrace of the Vampire                   | Charlotte Wells        |                    |
| 1995 |                                          | Glory Daze                               | Chelsea                |                    |
| 1995 | Végzetes bűnök (Halálos bűnök)           | Deadly Sins                              | Cristina Herrera       | Kiss Erika         |
| 1996 |                                          | Poison Ivy II: Lily                      | Lily Leonetti          |                    |
| 1996 | Rettegés                                 | Fear                                     | Margo Masse            | Madarász Éva       |
| 1996 | Elsőszámú közellenség                    | Public Enemies                           | Amaryllis              | Mics Ildikó        |
| 1996 |                                          | Jimmy Zip (rövidfilm)                    | Francesca              |                    |
| 1997 | Megfestett rémálom                       | Below Utopia                             | Susanne                |                    |
| 1997 | Pancsolj, pancser!                       | Hugo Pool                                | Hugo Dugay             | Kökényessy Ági     |
| 2001 | Susi és Tekergő 2. – Csibész, a csavargó | Lady and the Tramp II: Scamp's Adventure | Angel (hangja)         | Oroszlán Szonja    |
| 2002 | Én és én meg a tehén                     | Buying the Cow                           | Amy                    | Zsigmond Tamara    |
| 2002 | Én és én meg a tehén                     | Buying the Cow                           | Amy                    | Kökényessy Ági     |
| 2002 | Családi kaleidoszkóp                     | Kiss the Bride                           | Amy Kayne              |                    |
| 2003 | Kis nagy színész                         | Dickie Roberts: Former Child Star        | Cyndi                  | Németh Borbála     |
| 2005 | Dinotópia – Küldetés a Rubin napkőért    | Dinotopia: Quest for the Ruby Sunstone   | 26 (hangja)            | Czető Zsanett      |
| 2007 |                                          | The Blue Hour                            | Allegra                |                    |
| 2008 | Boncasztal                               | Pathology                                | Gwen Williamson        | Kisfalvi Krisztina |
| 2010 |                                          | DC Showcase: The Spectre (rövidfilm)     | Aimee Brenner (hangja) |                    |
| 2010 | A barátnőm pasija                        | My Girlfriend's Boyfriend                | Jesse Young            | Ruttkay Laura      |
| 2011 | Gazdátlanul Mexikóban 2.                 | Beverly Hills Chihuahua 2                | Biminy (hangja)        | Ősi Ildikó         |
| 2011 | Elhajlási engedély                       | Hall Pass                                | Mandy Bohac            | Törtei Tünde       |
| 2011 | Szilveszter éjjel                        | New Year's Eve                           | Mindy nővér            |                    |
| 2018 | Pizzarománc                              | Little Italy                             | Dora                   | Kökényessy Ági     |
| 2022 | Arcátlan                                 | Brazen                                   | Grace                  | Kökényessy Ági     |
| 2023 |                                          | Who Are You People                       | Judith                 |                    |

### Televízió

#### Tévéfilm
| Év   | Magyar cím               | Eredeti cím                                      | Szerep                    | Magyar hang        |
| ---- | ------------------------ | ------------------------------------------------ | ------------------------- | ------------------ |
| 1986 | A canterville-i kísértet | The Canterville Ghost                            | Jennifer Canterville      | Győriványi Laura   |
| 1988 | Autósakadémia            | Crash Course                                     | Vanessa Crawford          | Nyírő Beáta        |
| 1988 | Ki szeret a végén        | Dance ’til Dawn                                  | Shelley Sheridan          |                    |
| 1993 | Végzetes szenvedély      | Casualties of Love: The Long Island Lolita Story | Amy Fisher                | Kökényessy Ági     |
| 1993 |                          | At Home with the Webbers                         | Fan                       |                    |
| 1993 | Gyertyák a sötétben      | Candles in the Dark                              | Sylvia Velliste           |                    |
| 1994 |                          | Confessions of a Sorority Girl                   | Rita Summers              |                    |
| 1995 | A végzet gyermeke        | The Surrogate                                    | Amy Winslow               |                    |
| 1996 | A játék neve: túlélés    | To Brave Alaska                                  | Denise Harris             | Zsigmond Tamara    |
| 1996 | A játék neve: túlélés    | To Brave Alaska                                  | Denise Harris             | Vadász Bea         |
| 1998 | Alaszka aranya           | Goldrush: A Real Life Alaskan Adventure          | Frances Ella 'Fizzy' Fitz | Kökényessy Ági     |
| 2008 | A bűn csapdájában        | Wisegal                                          | Patty Montanari           | Kisfalvi Krisztina |
| 2010 | Máris hiányzol!          | Sundays at Tiffany's                             | Jane Claremont            | Kökényessy Ági     |
| 2019 | Vágyaim vonzásában       | Tempting Fate                                    | Gabby Cartwright          | Zsigmond Tamara    |
| 2020 |                          | You Are My Home                                  | Sloane                    |                    |

#### Sorozat
| Év        | Magyar cím                             | Eredeti cím                                 | Szerep                     | Megjegyzések |
| --------- | -------------------------------------- | ------------------------------------------- | -------------------------- | --- |
| 1984–1992 | Ki a főnök?                            | Who's the Boss?                             | Samantha Micelli           | - főszereplő - magyar hangja: - Vadász Bea                                                                        |
| 1989      |                                        | Living Dolls                                | Samantha Micelli           | 2 epizód |
| 1989      |                                        | The Making of The Little Mermaid            | önmaga (házigazda)         | különkiadás |
| 1995      | Végtelen határok                       | The Outer Limits                            | Hannah Valesic             | 1 epizód |
| 1996      |                                        | Mr. Show with Bob and David                 | nézőközönség tagja         | 2 epizód |
| 1997–2001 | Kerge város                            | Spin City                                   | Meg Winston                | 2 epizód |
| 1997–1998 | Melrose Place                          | Melrose Place                               | Jennifer Mancini           | - 40 epizód - magyar hangja: - Kökényessy Ági                                                                     |
| 1998      |                                        | Fantasy Island                              | Gina Williams              | 1 epizód |
| 1998–2006 | Bűbájos boszorkák                      | Charmed                                     | Phoebe Halliwell           | - főszereplő (178 epizód) - producer (5-8. évad) - magyar hangja: - Kökényessy Ági - Böhm Anita (5. évad: 12–16.) |
| 2001      | Gyémántvadászok                        | The Diamond Hunters                         | Tracy Van der Byl          | minisorozat |
| 2001      | Family Guy                             | Family Guy                                  | önmaga                     | 1 epizód |
| 2004      | Jimmy Neutron kalandjai                | The Adventures of Jimmy Neutron: Boy Genius | April the Gorlock (hangja) | 1 epizód |
| 2007–2008 | A nevem Earl                           | My Name Is Earl                             | Billie Cunningham          | - 10 epizód - magyar hangja: - Nyírő Beáta                                                                        |
| 2010      | Castle                                 | Castle                                      | Kyra Blaine                | - 1 epizód - magyar hangja: - Kökényessy Ági                                                                      |
| 2010      | Kick Buttowski: A külvárosi fenegyerek | Kick Buttowski: Suburban Daredevil          | Scarlett Rosetti (hangja)  | 1 epizód |
| 2010–2011 | Romantikus kaland                      | Romantically Challenged                     | Rebecca Thomas             | - 6 epizód - magyar hangja: - Kocsis Judit                                                                        |
| 2011      | Az igazság ifjú ligája                 | Young Justice                               | Méregcsók (hangja)         | 1 epizód |
| 2011–2012 | Simlisek                               | Breaking In                                 | Amy                        | 2 epizód |
| 2013–2014 | Zűrös viszonyok                        | Mistresses                                  | Savannah "Savi" Davis      | - főszereplő (1-2. évad) - magyar hangja: - Németh Borbála                                                        |
| 2013–2019 |                                        | Project Runway All Stars                    | önmaga (zsűritag)          | valóságshow |
| 2014      |                                        | Hollywood Game Night                        | önmaga                     | 1 epizód |
| 2015      | RuPaul – Drag Queen leszek!            | RuPaul's Drag Race                          | önmaga                     | zsűritag |
| 2017      |                                        | Wet Hot American Summer: Ten Years Later    | Renata Murphy Delvecchio   | 5 epizód |
| 2018–2019 | A telhetetlen                          | Insatiable                                  | Coralee Armstrong          | főszereplő |
| 2019      | A Grace klinika                        | Grey's Anatomy                              | Haylee Peterson            | 1 epizód |
| 2020      |                                        | Celebrity Call Center                       | önmaga                     | 1 epizód |
| 2021      |                                        | The Now                                     | Sarah                      | minisorozat (3 epizód)                                                                                            |

## Diszkográfia
Alyssa Milano hanglemezjegyzéke tartalmaz négy stúdióalbumot, két összeállítást, és tizenegy szólóalbumot. Ezeket az albumokat csak Japánban lehetett kereskedelmi forgalomban kapni a szólóalbumok kivételével, melyek Franciaországban is kaphatóak voltak.

### Stúdióalbumok
| Év   | Információ                                                                                   | Csúcshelyezések |
| Év   | Információ                                                                                   | JPN             |
| ---- | -------------------------------------------------------------------------------------------- | --------------- |
| 1989 | Look in My Heart - Első stúdióalbum - Megjelent: 1989. március 25 - Formátum: MD, CD         | 68              |
| 1989 | Alyssa - Második stúdióalbum - Megjelent: 1989.október 25. - Formátum: MC, CD                | 15              |
| 1991 | Locked Inside a Dream - Harmadik stúdióalbum - Megjelent: 1991. május 21. - Formátum: MC, CD | 19              |
| 1992 | Do You See Me? - Negyedik stúdióalbum - Megjelent: 1992. szeptember 18. - Formátum: MC, CD   | 47              |

### Válogatásalbumok
| Év   | Információ | Csúcshelyezések |
| Év   | Információ | JPN             |
| ---- | --- | --------------- |
| 1990 | The Best in the World: Non-Stop Special Remix/Alyssa's Singles - Remix/Hits Album - Megjelent: 1990. február 21. - Formátum: MC, CD | 9               |
| 1995 | The Very Best of Alyssa Milano - Hits Album - Megjelent: 1995 (csak promo) - Formátum: CD                                           | —               |

### Kislemezek
| 1989 | "What a Feeling"              | Look in My Heart      | –  | – | – |
| 1989 | "Look In My Heart"            | Look in My Heart      | –  | – | – |
| 1989 | "Straight to the Top"         | Look in My Heart      | –  | – | – |
| 1989 | "I Had a Dream"               | Alyssa                | –  | – | – |
| 1989 | "Happiness"                   | Alyssa                | –  | – | – |
| 1990 | "The Best in the World"       | The Best in the World | –  | – | – |
| 1990 | "I Love When We're Together"1 | Single Only           | –  | – | – |
| 1991 | "New Sensation"               | Locked Inside a Dream | –  | – | – |
| 1991 | "Voices That Care"            | Single Only           | 11 | 6 | – |
| 1992 | "Do You See Me?"              | Do You See Me?        | –  | – | – |
| 1993 | "No Secret"                   | Locked Inside a Dream | –  | – | – |

### Egyéb felvételek
- "Teen Steam" – Az Alyssa Milano's Teen Steam Workout Video főcím dala (1988).

## Díjak és jelölések
- Spirit Award